# Republiek van de Río Grande
De Republiek van de Rio Grande (Spaans: República del Río Grande) was een land dat gedurende korte tijd heeft bestaan. Het bestond uit de huidige Mexicaanse staten Coahuila, Nuevo León en Tamaulipas.
De republiek verklaarde zich onafhankelijk van Mexico op 17 januari 1840, voornamelijk uit onvrede met de regering van Antonio López de Santa Anna, die de macht van de staten ernstig had beknot. Als president werd Jesús de Cárdenas gekozen. De (tijdelijke) hoofdstad werd gevestigd in Laredo, maar later verplaatst naar Nueva Ciudad Guerrero en ten slotte Victoria. De separatisten waren geïnspireerd door de Republiek Texas die zich vier jaar eerder al succesvol had afgescheiden van Mexico. Desalniettemin bestond er ook een conflict met Texas; het gebied tussen de Rio Grande en de Nueces, traditioneel behorend tot Coahuila en Tamaulipas, werd namelijk ook opgeëist door Texas.
De republiek heeft 283 dagen bestaan. Op 6 november gaven de troepen van de republiek, die waren omsingeld in Saltillo, zich over, waarna het land weer werd geannexeerd door Mexico.